# Paracopium
Paracopium is een geslacht van wantsen uit de familie van de Tingidae (Netwantsen). Het geslacht werd voor het eerst wetenschappelijk beschreven door William Lucas Distant in 1902.

## Soorten
Het genus bevat de volgende soorten:

- Paracopium africum Drake, 1956
- Paracopium albofasciatum Hacker, 1927
- Paracopium antennatum (Schouteden, 1923)
- Paracopium assimile Horváth, 1929
- Paracopium australicum (Stål, 1873)
- Paracopium bequaerti (Schouteden, 1923)
- Paracopium burgeoni (Schouteden, 1923)
- Paracopium caledonicum Drake, 1956
- Paracopium cingalense (Walker, 1873)
- Paracopium coloratum Schouteden, 1955
- Paracopium comantis Drake, 1953
- Paracopium comatum Drake, 1953
- Paracopium congruum Drake, 1956
- Paracopium connexum Linnavuori, 1977
- Paracopium conradsi Schouteden, 1961
- Paracopium convexocarinatum Linnavuori, 1977
- Paracopium dauphinicum Drake, 1956
- Paracopium dollingi Duarte Rodrigues, 1989
- Paracopium fenestellatum (Bergroth, 1894)
- Paracopium floricolum (Horváth, 1910)
- Paracopium floricum (Horváth, 1929)
- Paracopium fraterculum Schouteden, 1955
- Paracopium furvum (Horváth, 1925)
- Paracopium ghesquierei (Schouteden, 1923)
- Paracopium gigantos Drake, 1954
- Paracopium glabricorne (Montandon, 1892)
- Paracopium hamadryas (Drake, 1925)
- Paracopium hirsutum Drake, 1953
- Paracopium hirticorne (Bergroth, 1912)
- Paracopium insigne Schouteden, 1955
- Paracopium insularis Duarte Rodrigues, 1982
- Paracopium kollari (Fieber, 1844)
- Paracopium lewisi Distant, 1903
- Paracopium longnaimai Guilbert, 2007
- Paracopium longulum Drake, 1958
- Paracopium lupakense (Schouteden, 1923)
- Paracopium majus Duarte Rodrigues, 1992
- Paracopium modestum Schouteden, 1955
- Paracopium monodi Schouteden, 1961
- Paracopium niger Göllner-Scheiding, 2003
- Paracopium parvum Drake, 1958
- Paracopium philippinense Drake, 1930
- Paracopium proprium Drake, 1958
- Paracopium sauteri Drake, 1951
- Paracopium scheidingae Duarte Rodrigues, 1982
- Paracopium stolidum (Horváth, 1912)
- Paracopium summervillei (Hacker, 1927)